# Зимске олимпијске игре 2010.
XXI Зимске олимпијске игре одржале су се у Ванкуверу, Британској Колумбији, Канади 2010. године. Нека од такмичења ће се одржати у оближњем Ричмонду, долини Калаган, Западном Ванкуверу, и монденском зимовалишту северно од Ванкувера, Вислеру.
Игре су отворене 12. фебруара и трајале су до 28. фебруара.
Зимске олимпијске игре 2010. су биле трећи пут да се Олимпијске игре одржавају у Канади. 1976. године су одржане Летње олимпијске игре у Монтреалу, а 1998. су одржане Зимске олимпијске игре у Калгарију. У избору за Зимске олимпијске игре 1976., Вислер и Гарибалди су били градови кандидати, али нису победили.
Канадски олимпијски комитет је обећао да ће Канада освојити највећи број златних медаља на Олимпијским играма 2010. године у Ванкуверу. На Олимпијским играма у Монтреалу 1976. и Калгарију 1988. нису освојили ниједно злато. Овај покрет се зове „Заузми подијум“ ("Own the Podium").

## Избор домаћина
Ванкувер је победио у такмичењу за домаћина Олимпијских игара 2. јула 2003. године, на 115. митингу Међународног Олимпијског Комитета у Прагу, Чешкој Републици . Остали кандидати за 21. Зимску олимпијаду били су Салцбург у Аустрији и Пјонгчанг у Јужној Кореји.
| Град                          | Држава       | Први круг | Други круг |
| Ванкувер, Британска Колумбија | Канада       | 40        | 56         |
| Пјонгчанг                     | Јужна Кореја | 51        | 53         |
| Салцбург                      | Аустрија     | 16        | -          |

## Најзначајнији догађаји
- Грузијски репрезентативац у санкању Нодар Кумариташвили погинуо је на тренингу дан пред отварање игара када је излетео са стазе и ударио главом у стуб.

## Трошкови
Оперативни трошкови Зимских олимпијских игара 2010. су били процењени на $1.354 милијарди (2004), док је средином 2009. ова процена подигнута на 1,76 милијарди америчких долара. Целокупна свота за оперативни обрачун добављена је из невладиних извора, тј. кроз спонзорства и продаје права за приказивање преноса. Новац порезних обвезника био је утрошен на изградњу и обнову разних објеката у Ванкуверу, Вислеру и Ричмонду и то у висини од 580 милиона долара. Сигурносни прорачун износио је 200 милиона долара, такође узет из државног прорачуна, док је главна агенција за сигурност била Канадска краљевска коњичка полиција. Ова првобитна свота се показала недовољном, те се попела на 1 милијарду долара. Непосредно пре почетка игара у фебруару 2010. укупно трошкови игара, укључујући све инфраструктурне надоградње у регији су процењени на 6 милијарди долара, док су трошкови потрошени директно на игре око $600 милиона. Ревизорска кућа Price-Waterhouse у свом извештају наводи да ће користи и приходи за град и провинцију бити у висини од $10 милијарди, док су директни приходи процењени на 1 милијарду долара.

## Маскоте
Игре у Ванкуверу су имале три маскоте. Маскоте представљају цртане карактере Сумија, Квачија и Миге, чије је порекло у индијанској митологији канадске западне обале и њеним пространим шумама, океану и високим планинама.
Маскота Суми је Дух заштитник, са огромном жељом да заштити човекову околину. Квачи је стидљиви планински човек, јети, који је заљубљен у хокеј на леду. Мига је маскота која означава преображај океанских китова у шумске медведе.

## Земље учеснице
Следећи национални олимпијски комитети ће учествовати на Зимским олимпијским играма 2010. Кајманска острва, Колумбија, Гана, Црна Гора, Пакистан, Перу и Србија ће дебитовати на ЗОИ 2010.
| Албанија (1)              | Алжир (1)               | Андора (6)                 | Аргентина (7)      | Јерменија (4)                   |
| Аустралија (40)           | Аустрија (80)           | Азербејџан (2)             | Белорусија (50)    | Белгија (9)                     |
| Бермуди (2)               | Босна и Херцеговина (5) | Бразил (5)                 | Бугарска (19)      | Канада (206)                    |
| Кајманска Острва          | Чиле (4)                | Кина (91)                  | Колумбија (1)      | Хрватска (19)                   |
| Кипар (2)                 | Чешка (95)              | Данска (18)                | Естонија (32)      | Етиопија (1)                    |
| Финска (95)               | Француска (108)         | Грузија (2010.) (6)        | Немачка (153)      | Гана (2010.) (1)                |
| Уједињено Краљевство (50) | Грчка (7)               | Хонгконг (1)               | Мађарска (18)      | Исланд (4)                      |
| Индија (3)                | Иран (4)                | Ирска (6)                  | Израел (3)         | Италија (114)                   |
| Јамајка (5)               | Јапан (95)              | Казахстан (37)             | Северна Кореја (2) | Јужна Кореја (45)               |
| Киргистан (4)             | Летонија (59)           | Либан (3)                  | Лихтенштајн (7)    | Литванија (8)                   |
| Република Македонија (3)  | Мексико (1)             | Молдавија (8)              | Монако (7)         | Монголија (2)                   |
| Црна Гора (1)             | Мароко (1)              | Непал (2)                  | Холандија (34)     | Нови Зеланд (16)                |
| Норвешка (99)             | Пакистан (1)            | Перу (3)                   | Пољска (47)        | Португалија (1)                 |
| Румунија (28)             | Русија (187)            | Сан Марино (2)             | Сенегал (1)        | Србија (10)                     |
| Словачка (73)             | Словенија (47)          | Јужноафричка Република (2) | Шпанија (18)       | Шведска (106)                   |
| Швајцарска (146)          | Кинески Тајпеј (1)      | Таџикистан (1)             | Турска (6)         | Сједињене Америчке Државе (216) |
| Украјина (52)             | Узбекистан (3)          | –                          | –                  | –                               |

- У загради се налази број спортиста који се такмиче за ту земљу

## Заступљени спортови
Петнаест зимских спортова је најављено као део Зимских олимпијских игара 2010. Осам спортова је категоризовано као ледени спортови а то су: боб, санкање, хокеј на леду, уметничко клизање, брзо клизање, брзо клизање на кратким стазама и карлинг. Три спорта су категоризована као догађаји алпског скијања и сноубординга: алпско скијање, слободно скијање и сноубординг. А преостала четири спорта која су категорисана као нордијска су: биатлон, нордијско скијање, скијашки скокови и нордијска комбинација.
Списак свих спортова на ЗОИ 2010. (у загради је број дисциплина по поједином спорту):
- Алпско скијање (10)
- Биатлон (10)
- Боб (3)
- Скијашко трчање (12)

- Карлинг (2)
- Уметничко клизање (4)
- Слободно скијање (6)
- Хокеј на леду (2)

- Санкање (3)
- Нордијска комбинација (3)
- Брзо клизање на кратким стазама (8)
- Скелетон (2)

- Скијашки скокови (3)
- Сноубординг (6)
- Брзо клизање (12)

## Спортови, календар и резултати
| Календар Зимских олимпијских игара 2010. | Календар Зимских олимпијских игара 2010. | Календар Зимских олимпијских игара 2010. | Календар Зимских олимпијских игара 2010. | Календар Зимских олимпијских игара 2010. | Календар Зимских олимпијских игара 2010. | Календар Зимских олимпијских игара 2010. | Календар Зимских олимпијских игара 2010. | Календар Зимских олимпијских игара 2010. | Календар Зимских олимпијских игара 2010. | Календар Зимских олимпијских игара 2010. | Календар Зимских олимпијских игара 2010. | Календар Зимских олимпијских игара 2010. | Календар Зимских олимпијских игара 2010. | Календар Зимских олимпијских игара 2010. | Календар Зимских олимпијских игара 2010. | Календар Зимских олимпијских игара 2010. | Календар Зимских олимпијских игара 2010. | Календар Зимских олимпијских игара 2010. |
| Фебруар                                  | 12                                       | 13                                       | 14                                       | 15                                       | 16                                       | 17                                       | 18                                       | 19                                       | 20                                       | 21                                       | 22                                       | 23                                       | 24                                       | 25                                       | 26                                       | 27                                       | 28                                       | G                                        |
| ---------------------------------------- | ---------------------------------------- | ---------------------------------------- | ---------------------------------------- | ---------------------------------------- | ---------------------------------------- | ---------------------------------------- | ---------------------------------------- | ---------------------------------------- | ---------------------------------------- | ---------------------------------------- | ---------------------------------------- | ---------------------------------------- | ---------------------------------------- | ---------------------------------------- | ---------------------------------------- | ---------------------------------------- | ---------------------------------------- | ---------------------------------------- |
| Свечано отварање                         |                                          |                                          |                                          |                                          |                                          |                                          |                                          |                                          |                                          |                                          |                                          |                                          |                                          |                                          |                                          |                                          |                                          |                                          |
| Биатлон                                  |                                          | •                                        | •                                        |                                          | ••                                       |                                          | ••                                       |                                          |                                          | ••                                       |                                          | •                                        |                                          |                                          | •                                        |                                          |                                          | 10                                       |
| Боб                                      |                                          |                                          |                                          |                                          |                                          |                                          |                                          |                                          |                                          | •                                        |                                          |                                          | •                                        |                                          |                                          | •                                        |                                          | 3                                        |
| Керлинг                                  |                                          |                                          |                                          |                                          |                                          |                                          |                                          |                                          |                                          |                                          |                                          |                                          |                                          |                                          | •                                        | •                                        |                                          | 2                                        |
| Хокеј на леду                            |                                          |                                          |                                          |                                          |                                          |                                          |                                          |                                          |                                          |                                          |                                          |                                          |                                          | •                                        |                                          |                                          | •                                        | 2                                        |
| Уметничко клизање                        |                                          |                                          |                                          | •                                        |                                          |                                          | •                                        |                                          |                                          |                                          | •                                        |                                          |                                          | •                                        |                                          |                                          |                                          | 4                                        |
| Брзо клизање                             |                                          | •                                        | •                                        | •                                        | •                                        | •                                        | •                                        |                                          | •                                        | •                                        |                                          | •                                        | •                                        |                                          |                                          | ••                                       |                                          | 12                                       |
| Слободно скијање                         |                                          | •                                        | •                                        |                                          |                                          |                                          |                                          |                                          |                                          | •                                        |                                          | •                                        | •                                        | •                                        |                                          |                                          |                                          | 6                                        |
| Санкање                                  |                                          |                                          | •                                        |                                          | •                                        | •                                        |                                          |                                          |                                          |                                          |                                          |                                          |                                          |                                          |                                          |                                          |                                          | 3                                        |
| Брзо клизање на кратким стазама          |                                          | •                                        |                                          |                                          |                                          | •                                        |                                          |                                          | ••                                       |                                          |                                          |                                          | •                                        |                                          | •••                                      |                                          |                                          | 8                                        |
| Скелетон                                 |                                          |                                          |                                          |                                          |                                          |                                          |                                          | ••                                       |                                          |                                          |                                          |                                          |                                          |                                          |                                          |                                          |                                          | 2                                        |
| Алпско скијање                           |                                          | •                                        | •                                        |                                          | •                                        | •                                        |                                          | •                                        | •                                        | •                                        |                                          |                                          | •                                        |                                          | •                                        | •                                        |                                          | 10                                       |
| Нордијско скијање                        |                                          |                                          |                                          | ••                                       |                                          | ••                                       |                                          | •                                        | •                                        |                                          | ••                                       |                                          | •                                        | •                                        |                                          | •                                        | •                                        | 12                                       |
| Скијашки скокови                         |                                          | •                                        |                                          |                                          |                                          |                                          |                                          |                                          | •                                        |                                          | •                                        |                                          |                                          |                                          |                                          |                                          |                                          | 3                                        |
| Нордијска комбинација                    |                                          |                                          | •                                        |                                          |                                          |                                          |                                          |                                          |                                          |                                          |                                          | •                                        |                                          | •                                        |                                          |                                          |                                          | 3                                        |
| Сноубординг                              |                                          |                                          |                                          | •                                        | •                                        | •                                        | •                                        |                                          |                                          |                                          |                                          |                                          |                                          |                                          | •                                        | •                                        |                                          | 6                                        |
| Свечано затварање                        |                                          |                                          |                                          |                                          |                                          |                                          |                                          |                                          |                                          |                                          |                                          |                                          |                                          |                                          |                                          |                                          |                                          |                                          |
| Финала                                   | –                                        | 6                                        | 6                                        | 5                                        | 6                                        | 7                                        | 5                                        | 4                                        | 6                                        | 6                                        | 4                                        | 4                                        | 6                                        | 5                                        | 7                                        | 7                                        | 2                                        | 86                                       |
| • = Финално такмичење                    |                                          |                                          |                                          |                                          |                                          |                                          |                                          |                                          |                                          |                                          |                                          |                                          |                                          |                                          |                                          |                                          |                                          |                                          |

## Медаље
| Поз. | Држава       |    |    |    |    |
| 1    | Канада       | 14 | 7  | 5  | 26 |
| 2    | Немачка      | 10 | 13 | 7  | 30 |
| 3    | САД          | 9  | 15 | 13 | 37 |
| 4    | Норвешка     | 9  | 8  | 6  | 23 |
| 5    | Јужна Кореја | 6  | 6  | 2  | 14 |
| 6    | Швајцарска   | 6  | 0  | 3  | 9  |
| 7    | Кина         | 5  | 2  | 4  | 11 |
| 7    | Шведска      | 5  | 2  | 4  | 11 |
| 9    | Аустрија     | 4  | 6  | 6  | 16 |
| 10   | Холандија    | 4  | 1  | 3  | 8  |